# Larv (paroisse)
Pour les articles homonymes, voir Larv.

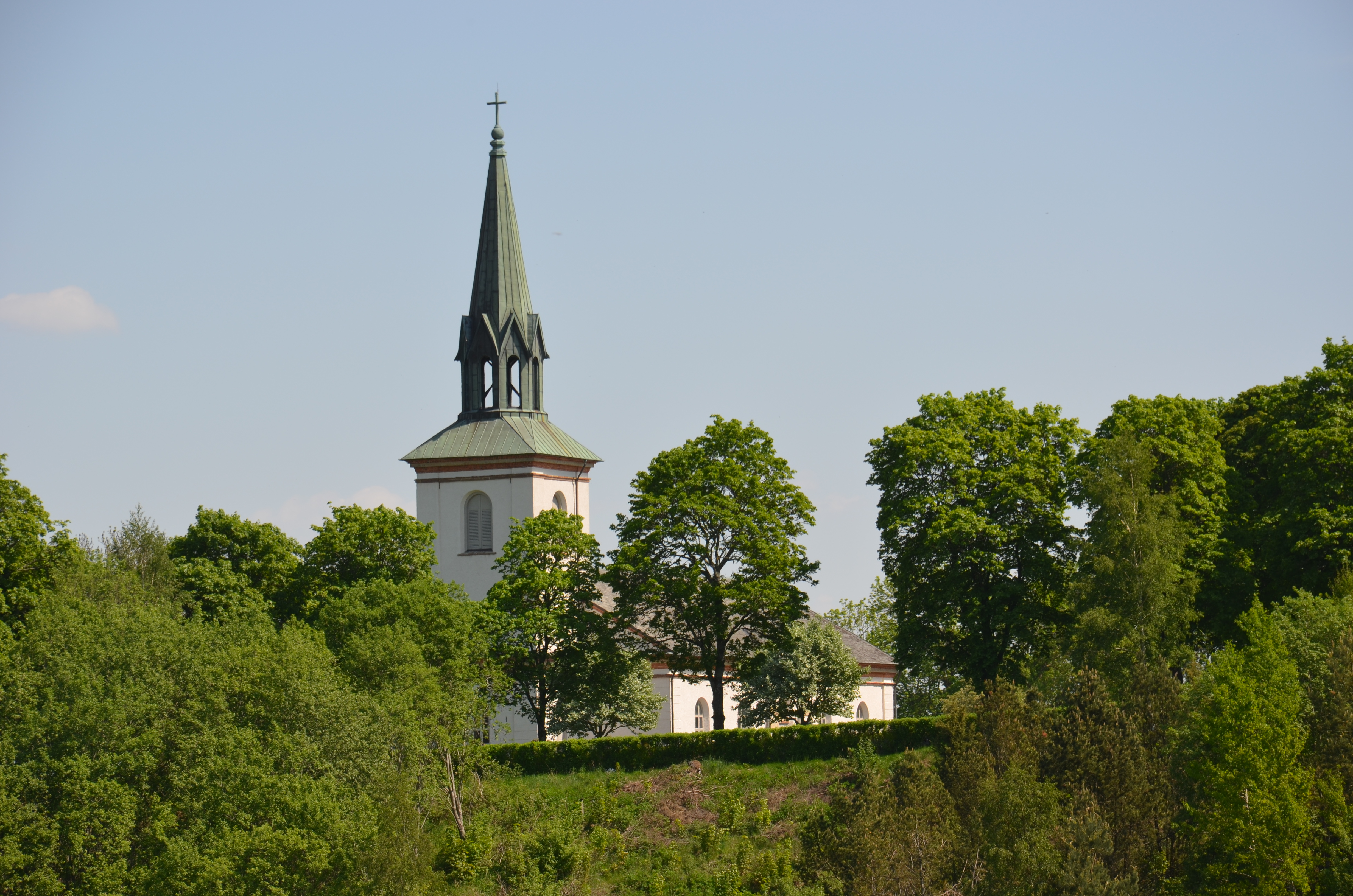
L'église de Larv.

Larv est une paroisse suédoise de la province de Västergötland, située sur le territoire de la commune de Vara, dans le comté de Västra Götaland. Sa superficie est de 8 661 hectares.
La principale localité de la paroisse est celle, homonyme, de Larv.

## Démographie
| Année      | 1884  | 1910  |
| ---------- | ----- | ----- |
| Population | 2 283 | 1 732 |

## Lieux et monuments
- Quatre cairns d'époque Néolithique
- Tumuli remontant à l'âge du bronze
- Présence de treize cimetières datant de l'âge du fer
- Église construite en 1863-1865 d'après les plans de l'architecte Ludvig Hedin

## Personnages célèbres
- Adam Afzelius (1750-1837) : botaniste suédois né sur le territoire de la paroisse de Larv